# クロノクル・アシャー
クロノクル・アシャーは、アニメ『機動戦士Vガンダム』に登場する架空の人物。

## 人物
ザンスカール帝国の将校。初登場時の階級は中尉だったが、物語序盤で大尉に昇進。その後は順調に出世していき、終盤では中佐以上の階級に上り詰めている。
女王マリア・ピァ・アーモニアの実弟であり、シャクティ・カリンの叔父でもある。後にクロノクルの指揮下に入ることになるアルベオ･ピピニーデンは、士官学校時代の先輩にあたる。
生粋のスペースノイドであり、地球の埃を嫌って地上では白いマスクをつけていることが多い。自らのトレードマークにすべく宇宙でも着用している。女王の弟という扱いづらい立場から周囲には疎んじられ、最前線であるヨーロッパのラゲーン基地に配属される。
物語序盤ではリガ・ミリティア潜入中に寝ぼけたスージィ・リレーンをトイレへ誘導するなど良心的な性格であったが、出世を重ねてきた影響からか中盤以降は非人道的な作戦を顔色一つ変えず決行するなど、冷酷に変わっていった。ただし、その中盤以降においても、ピピニーデンの人質作戦を激しく嫌悪するなど生来の優しさが抜け切れず、一貫性がないと見られる部分も目立った。
ザンスカール帝国の中でもトップクラスのモビルスーツ操縦技術を誇り、最終決戦ではリグ・コンティオを駆って恋人のカテジナ・ルースが乗るゴトラタンと共に、ウッソ・エヴィンの最後の強敵として立ちはだかる。その戦闘では、敵の助太刀がなければウッソのV2ガンダムを撃破というところまで追い込んだ。
テレビシリーズ作中では明言こそされないが、高いモビルスーツ操縦技術、近親者2人が強力なニュータイプ（サイキッカー）であること、精神干渉を行う描写などから、各種ゲームや書籍などではニュータイプとして扱われることが多い。
漫画版では、モビルスーツのパイロットとしての腕前に絶対的な自信を持つとともにプライドの高い性格をしており、マーベットからVガンダムのパイロットがウッソと知らされた際は怒りを露わにした。一方で、エンジェル・ハイロゥ攻防戦での姉マリアの戦死を聞いた際に、人目をはばからず号泣する場面もあった。

## 劇中での活躍
1話より登場。物語の序盤、ポイント・カサレリアでMSシャッコーのテスト中、コア・ファイターと接触し交戦状態に入る。その際に付近を飛行していたウッソに機体を強奪されるという醜態を演じてしまう。それ以来、彼とは浅からぬ因縁を持つことになる。奪われたシャッコーは専用のゾロを駆って自らの手で撃墜し取り戻すも、次戦ではウッソのVガンダムにゾロを撃墜され、カサレリアの森に不時着する。しかしそのままリガ・ミリティアのアジトに潜入し、中心的メンバーの一人であったオイ・ニュング伯爵を拉致するという功績も挙げている。そのとき共に拉致したカテジナとは後に恋人の関係になる。劇中9話ではVガンダムを拿捕して搭乗するが、慣れない機体のためオリファー・イノエのボトムファイターと交戦した際に脚部を破壊されたため、そのまま放棄している。
その後ファラ・グリフォンの宇宙行きに同伴するため、ピピニーデン隊とともにアーティー・ジブラルタルに進駐する。ジブラルタルの戦闘ではトムリアットに搭乗しファラの護衛を務め、そのままシャトルで宇宙へと上がる。宇宙に上がった直後にカイラスギリーにとりついていたバグレ隊と遭遇したため、トムリアットで旗艦であるクラップ級のブリッジを破壊し、降伏に追い込んでいる。
カイラスギリー防衛戦ではアマルテアの戦闘指揮を任され、ゾロアットで陣頭指揮を執りウッソのVガンダムと交戦するも撃退される。リガ・ミリティアのカイラスギリー侵攻が行われる直前に新型機のコンティオを受領するが、調整が間に合わず防衛戦には直接参加できず、指揮官のタシロ・ヴァゴを連れて脱出する。
ザンスカール本国帰還後はカテジナをパイロットに仕立てる一方でコンティオ戦隊を組織し、追撃をかけてきたリガ・ミリティアを圧倒。コンティオでシュラク隊のペギー機を撃破している。その後乗機のコンティオは27話でシュラク隊ジュンコのガンイージに攻撃を受け中破し、その後カイラスギリーの射線をズガン艦隊から逸らすために爆破させ喪失している。
中盤では女王の実子と判明したシャクティをザンスカール帝国側に連れ戻すなどの働きもあり、パイロットから離れモトラッド艦隊の司令官に抜擢され、地球浄化作戦のを指揮を執る。月面からリガ・ミリティアと幾度も交戦を繰り返し、途中オリファーの特攻などを受けつつも艦隊を無事に地球に降下させ、メキシコ湾から上陸して地上施設に甚大な被害を与えた。地球浄化作戦ではピピニーデンの卑劣な作戦に嫌悪を感じ人質の回収をカテジナに命じている。直後に締結された地球連邦との停戦協定を機に艦隊ごと宇宙へと上がり、エンジェル・ハイロゥの防衛に就く。
リガ・ミリティアとの最終決戦、エンジェル・ハイロゥ攻防戦では、リグ・コンティオに搭乗し、特攻を仕掛けようとしたジャンヌ・ダルクのブリッジを破壊し、さらにリーンホースJr.に接近し左エンジンを破壊するも、オデロ・ヘンリークとトマーシュ・マサリクに撃沈を阻止される。その後、カテジナが操縦するゴトラタンと共に最後の強敵として、V2ガンダムに乗るウッソの前に立ち塞がった。激闘の末、V2ガンダムの光の翼でリグ・コンティオの両足を失い、更にビームサーベルを2本併せることで刀身の出力を上げた攻撃を胴体に受け、乗機のコントロールを失ってエンジェル・ハイロゥを転げ落ちる最中にコクピットハッチから投げ出されて、姉の名前を心の中で叫びながらエンジェル・ハイロゥに頭から叩き付けられ死亡する。
コンティオ搭乗時までは一般兵と同じ黄色のノーマルスーツを着用していたが、リグ・コンティオに搭乗した最終決戦のみ、専用のグレーのノーマルスーツを着用した。
漫画版では、カテジナが登場しないため、クロノクル単独で最後の敵として登場する。ウッソに姉を殺された恨みから（実際にはオデロのガンブラスターの爆散に巻き込まれて死亡）、ドッゴーラ改で出撃してV2ガンダムを苦しめ、我が子をかばった父ハンゲルグ・エヴィンのジャンヌ・ダルクを巨大ビームソードで真っ二つにした。最後はウッソのV2アサルトガンダムのIフィールド・シールドに包囲され、その中にメガビームライフルを撃ち込まれる。それでも生き残り、V2ガンダムがシャクティの残るエンジェル・ハイロゥが大気圏に落ちるのを救出しようとした際、機体にしがみつき自爆の道づれにしようとするが、偶然漂流していたオデロのガンブラスターのビームサーベルをドッゴーラ改のコクピットに突き刺されて倒される。

## 搭乗機
- ZMT-S12G シャッコー
- ZM-S08G ゾロ (クロノクル・アシャー機)
- ZM-S09G トムリアット
- ZM-S06S ゾロアット
- ZMT-S14S コンティオ
- ZMT-S34S リグ・コンティオ (テレビアニメ)
- LM312V04 Vガンダム
- ドッゴーラ改 (漫画版)

### 指揮を執った艦船
- アドラステア

## 担当声優
- 檀臣幸 - テレビアニメ『Vガンダム』、ゲーム客演作品（2023年まで）
- 内匠靖明 - ゲーム『機動戦士ガンダム U.C. ENGAGE』（2024年8月以降）[2]以降のゲーム客演作品

担当声優の檀は2013年に死去。以降もゲーム作品への客演時は檀の収録済みの音声を使用していたが、2024年からは新たに内匠を起用するようになっている。